# Тойкка, Эмиль Вильгельмович
Эмиль Вильгельмович Тойкка (фин. Emil Arvid Toikka; 25 августа, 1900 г., Симола, Лаппеенранта, Великое княжество Финляндское — 8 сентября 1983 г., Москва) — советский военачальник финского происхождения, генерал-майор артиллерии (01.10.1942).

## Биография
Родился в семье рабочего. В возрасте 17 лет участвовал в Гражданской войне в Финляндии на стороне красных.
В 1919—1920 гг. участвовал в Гражданской войне в России. Он защищал Петрозаводск, участвовал в боях на Олонецком фронте, в Карелии, в составе поезда финских красногвардейцев и 164-го финского стрелкового коммунистического полка, принимал участие в подавлении Кронштадтского восстания в 1921 г., походе Тойво Антикайнена на Кимасозеро в качестве помощника начальника разведки. Окончил Петроградскую интернациональную военную школу.
В 1924 г. — командир РККА, служил в г. Орле. В 1928 г. Тойво Антикайнен предложил Тойкка участвовать в подпольной работе в Финляндии, но он отказался.
Участвовал в Гражданской войне в Испании как советник начальника артиллерии Центрального фронта в Мадриде
В Великой Отечественной войне с 26.06.1941 года — начальник артиллерии 62-го стрелкового корпуса 22-й армии (по сентябрь 1941). Участвовал в боях за Ржев в 1942—1943 гг. в качестве командующего артиллерией 41-й армии Калининского фронта. С 1 октября 1942 г. — генерал-майор артиллерии.
Во время боевых действий против Японии — заместитель командующего артиллерией 15-й армии 2-го Дальневосточного фронта.
С 1956 г. на пенсии, в последние годы своей жизни Тойкка жил в доме своей дочери в Москве.
Был награждён 2 орденами Ленина, 4 орденами Красного Знамени, орденом Отечественной войны 1-й степени, орденом «Знак Почета», рядом правительственных медалей.

## Воспоминания
- Тойкка Э. В. Воспоминания курсанта-разведчика // На Кимасозеро! : воспоминания участников лыжного рейда. — Изд. 2-е, испр. и доп. — Петрозаводск : Карелия, 1971. — 112 с. с ил. и портр. — (Карельский филиал АН СССР. Ин-т языка, л-ры и истории). — С.67-77.
- Тойкка Э. В. Сквозь грозовые годы : воспоминания / [Лит. запись Д. Гаймакова]. — Петрозаводск : Карелия, 1980. — 160 с. : 5 л. ил.